# Định danh máy bay không người lái và tên lửa ba quân chủng Hoa Kỳ sau 1963
Vào ngày 27 tháng 6 năm 1963, Bộ quốc phòng Mỹ đã công bố hệ thống định danh cho tên lửa có dẫn đường và máy bay không người lái thống nhất đang được trang bị cho các quân chủng trong quân đội Mỹ. Nó thay thế các hệ thống chỉ định riêng biệt mà Không quân và Hải quân đang sử dụng để định danh các tên lửa dẫn đường và máy bay không người lái của Hoa Kỳ, nhưng cũng là một hệ thống USAF tạm thời cho tên lửa không điều khiển và tên lửa có điều khiển/dẫn đường.

## Giải thích
ên gọi cơ bản của mọi tên lửa có điều khiển dựa trên một tập hợp các chữ cái, được xếp theo thứ tự  như sau:
- Môi trường mà vũ khí được phóng
- Nhiệm vụ chính của vũ khí
- Loại vũ khí

Ví dụ về các ký hiệu tên lửa dẫn đường như sau:
- AGM - (A) Phóng từ máy bay     (G) Đánh đất        (M) Có dẫn đường
- AIM - (A) Phóng từ máy bay     (I) Đánh chặn       (M) Có dẫn đường
- ATM - (A) Phóng từ máy bay     (T) Luyện tập       (M) Có dẫn đường
- RIM - (R) Phóng từ tàu nổi     (I) Đánh chặn       (M) Có dẫn đường
- LGM - (L) Phóng từ giếng phóng (G) Surface-attack  (M) Có dẫn đường

Số thiết kế hoặc dự án tuân theo người chỉ định cơ bản. Đổi lại, số có thể được theo sau bởi các chữ cái liên tiếp, đại diện cho các sửa đổi.
Ví dụ:
RGM-84D nghĩa là:
- R -  Đây là vũ khí phóng từ tàu chiến;
- G -  Đây là vũ khí đánh đất;
- M -  Đây là vũ khí có dẫn đường;
- 84 -  Thiết kế tên lửa số tám-tư;
- D -  sửa đổi lần thứ tư;

Ngoài ra, hầu hết các tên lửa dẫn đường đều có tên, chẳng hạn như Harpoon, Tomahawk, Seasparrow, v.v... Những tên này được giữ lại bất kể những sửa đổi sau đó đối với tên lửa.

## Mã hiệu
| Ký tự | Phóng từ                 | Cụ thể                                                                                                 |
| ----- | ------------------------ | --- |
| A     | Không khí                | Phóng từ máy bay                                                                                       |
| B     | Nhiều môi trường         | Có khả năng phóng đi từ nhiều nền tảng                                                                 |
| C     | Thùng chứa container     | Được lưu trữ trong container bảo vệ nằm ngang hoặc nghiêng góc nhỏ hơn 45 độ và được phóng từ mặt đất. |
| F     | Vũ khí cá nhân           | Được vận hành bởi một người lính                                                                       |
| G     | Mặt đất                  | Các nền tảng phóng từ mặt đất khác, ví dụ như đường băng                                               |
| H     | Giếng phóng              | Được đặt trong silo phóng thẳng đứng, phóng đi từ silo.                                                |
| L     | Mặt đất hoặc giếng phóng | Phóng từ bệ phóng cố định hoặc các giếng phóng kiên cố                                                 |
| M     | Di động                  | Phóng từ xe thiết giáp hoặc các bệ phóng di động                                                       |
| P     | Pad mềm                  | Lưu trữ không được bảo vệ và phóng từ mặt đất                                                          |
| R     | Tàu mặt nước             | Phóng từ tàu mặt nước                                                                                  |
| U     | Dưới mặt nước            | Phóng từ tàu ngầm hoặc các phương tiện dưới nước khác                                                  |

| Chữ cái | Nhiệm vụ                | Mô tả |
| ------- | ----------------------- | --- |
| D       | Mồi nhử                 | Các phương tiện được thiết kế hoặc sửa đổi để gây nhiễu, tạo mồi nhử hoặc làm chuyển hướng phòng thủ của đối phương bằng cách đóng giả giống như phương tiện tấn công. |
| E       | Điện tử đặc biệt        | Các phương tiện được thiết kế hoặc sửa đổi với các linh kiện điện tử để liên lạc, ghi âm điện tử hoặc các thu thập dữ liệu điện tử khác                                |
| G       | Tấn công bề mặt         | Phương tiện được thiết kế để tiêu diệt các mục tiêu trên bộ hoặc trên biển của đối phương                                                                              |
| I       | Đối không               | Phương tiện được thiết kế để đánh chặn các mục tiêu trên không trong vai trò phòng thủ                                                                                 |
| Q       | Máy bay không người lái | Phương tiện được thiết kế để trinh sát hoặc giám sát mục tiêu |
| S       | Không gian              | Phương tiện được thiết kế để tiêu diệt các mục tiêu trong không gian                                                                                                   |
| T       | Huấn luyện              | Phương tiện được thiết kế hoặc sửa đổi vĩnh viễn cho mục đích đào tạo                                                                                                  |
| U       | Tán công dưới nước      | Phương tiện được thiết kế để tiêu diệt tàu ngầm của đối phương hoặc các mục tiêu dưới nước khác hoặc để kích nổ dưới nước                                              |
| W       | Khí tượng               | Phương tiện được thiết kế để quan sát, ghi lại hoặc chuyển tiếp dữ liệu liên quan đến các hiện tượng khí tượng                                                         |

| Ký tự | Loại phương tiện  | Mô tả |
| ----- | ----------------- | --- |
| M     | Tên lửa dẫn đường | Một phương tiện không người lái, tự hành với quỹ đạo có thể thay đổi nhờ điều khiển từ xa hoặc bên trong |
| R     | Rocket            | Một phương tiện tự hành có quỹ đạo bay không thể thay đổi sau khi phóng                                  |
| N     | Thăm dò           | Một phương tiện phi quỹ đạo được sử dụng để giám sát và truyền thông tin môi trường                      |

## Prefixes
Một chữ cái X trước chữ cái đầu tiên chỉ ra một vũ khí thử nghiệm, một chữ cái Y trước chữ cái đầu tiên có nghĩa là vũ khí là một nguyên mẫu, và chữ Z trước chữ cái đầu tiên cho thấy một thiết kế trong giai đoạn quy hoạch.